# Premio Internacional La Farola
Das Radrennen Premio Internacional La Farola (spanisch für: „Internationaler Preis La Farola“) wurde 1982 zum ersten Mal ausgetragen und führt über die Passstraße La Farola in der kubanischen Provinz Guantánamo im Osten des Landes. Die Premiere gewann der für die DDR startende Bernd Drogan. Aufgrund wirtschaftlicher Schwierigkeiten während der Sonderperiode in Friedenszeiten wurde die Tour nach der achten Auflage 1989 abgesagt und seitdem nicht wieder aufgenommen.

## Streckenführung
Die Strecke führt über die 120 km lange Passstraße La Farola (spanisch für: „Der Lichtmast“) in der „Sierra de Purial“. Die Straße bildet den Abschluss der das ganze Land durchquerenden Landstraße Carretera Central und verbindet die Ortschaft Cajobabo an der Südküste mit der Stadt Baracoa an der Nordküste.
Sie wurde zwischen 1964 und 1965 errichtet und war damit nach der Revolution unter Fidel Castro eines der ersten Großprojekte. Aufgrund der anspruchsvollen Trassierung zählt La Farola zu einer der größten technischen Errungenschaften des modernen Kuba und wurde nicht zuletzt deshalb als Austragungsort für das Radrennen ausgewählt.

## Geschichte

### Sieger
| Jahr | Name                          | Team        |
| ---- | ----------------------------- | ----------- |
| 1982 | Bernd Drogan                  | DDR         |
| 1983 | Alfonso Roberto Rodríguez     | Cuba A      |
| 1984 | Ladislav Ferebauer            | Ch B        |
| 1985 | Ricardo Salazar Israel Torres | Cuba B Cuba |
| 1986 | Asjat Saitow                  | SU B        |
| 1987 | Andreï Tchmil                 | SU A        |
| 1988 | Jorge Salazar                 | Cuba A      |
| 1989 | Israel Torres                 | Cuba        |

### Siege pro Radfahrer
| Name                      | Anzahl |
| ------------------------- | ------ |
| Israel Torres             | 2      |
| Bernd Drogan              | 1      |
| Ladislav Ferebauer        | 1      |
| Alfonso Roberto Rodríguez | 1      |
| Asjat Saitow              | 1      |
| Jorge Salazar             | 1      |
| Ricardo Salazar           | 1      |
| Andreï Tchmil             | 1      |

### Siege pro Nation
| Name                                       | Anzahl |
| ------------------------------------------ | ------ |
| Republik Kuba                              | 5      |
| Union der Sozialistischen Sowjetrepubliken | 2      |
| Deutsche Demokratische Republik            | 1      |
| Tschechoslowakische Republik               | 1      |

### Weitere bekannte Teilnehmer
- Dschamolidin Abduschaparov
- Thomas Barth
- Olaf Ludwig
- Iván Romanov
- Ralf Schmidt
- Sergei Suchorutschenkow
- Ján Svorada